# OnePlus Nord N200 5G
OnePlus Nord N200 5G — смартфон з 5G, розроблений компанією OnePlus, що належить до серії Nord. Був представлений 15 червня 2021 року.

## Дизайн
Екран виконаний зі скла Corning Gorilla Glass 3. Задня панель виконана з матового пластику, а бокова частина — глянцевого.
Знизу знаходяться роз'єм USB-C, динамік, мікрофон та 3.5 мм аудіороз'єм. Зверху розташований другий мікрофон. З лівого боку розташовані кнопки регулювання гучності та слот під 2 SIM-картки і карту пам'яті формату microSD до 256 ГБ. З правого боку розміщена кнопка блокування смартфону, в яку вбудований сканер відбитків пальців.
OnePlus Nord N200 5G продається у кольорі Blue Quantum (синій).

## Технічні характеристики

### Платформа
Смартфон отримав процесор Qualcomm Snapdragon 480 та графічний процесор Adreno 619.

### Акумулятор
Акумуляторна батарея отримала об'єм 5000 мА·год та підтримку швидкої зарядки на 18 Вт.

### Камера
Смартфон отримав основну потрійну камеру 13 Мп, f/2.2 (ширококутний) з фазовим автофокусом + 2 Мп, f/2.4 (макро) + 2 Мп, f/2.4 (сенсор глибини). Фронтальна камера отримала роздільність 16 Мп та світлосилу f/2.1 (ширококутний). Основна та фронтальна камери вміють записувати відео у роздільній здатності 1080p@30fps.

### Екран
Екран IPS LCD, 6.49", FullHD+ (2400 × 1080) зі щільністю пікселів 405 ppi, співвідношенням сторін 20:9, частотою оновлення дисплею 90 Гц та круглим вирізом під фронтальну камеру, що розміщений у верхньому лівому кутку.

### Пам'ять
Смартфон продавався в комплектації 4/64 ГБ.

### Програмне забезпечення
Пристрій був випущений на OxygenOS 11 на базі Android 11. Був оновлений до OxygenOS 12 на базі Android 12.